# Swarzędz
Swarzędz (niem. Schwersenz) – miasto w woj. wielkopolskim, w powiecie poznańskim, siedziba gminy miejsko-wiejskiej Swarzędz. Położone nad Jeziorem Swarzędzkim, ok. 13 km od centrum Poznania. Jest siedzibą największej i najgęściej zaludnionej gminy wchodzącej w skład aglomeracji poznańskiej.
Według danych Głównego Urzędu Statystycznego z 31 grudnia 2023 miasto miało 28 392 mieszkańców. Jest dziesiątym co do liczby mieszkańców w woj. wielkopolskim i ma jedną z największych gęstości zaludnienia spośród polskich miast (3450 osób/km² – piąta lokata w kraju), a także siódmym co do ludności miastem w Polsce niebędącym siedzibą powiatu.
Dawniej jeden z ośrodków włókienniczych Wielkopolski, obecnie miejsce prosperowania bardzo wielu warsztatów stolarskich, tapicerskich i meblowych.
Według danych Głównego Urzędu Statystycznego z 1 stycznia 2021 powierzchnia miasta wynosiła 8,23 km².

## Etymologia
Nazwa miasta najprawdopodobniej pochodzi od słowiańskiego boga Swaroga. Dawniej gród możliwie był jednym z ważniejszych miejsc kultu słowiańskiego.

## Historia

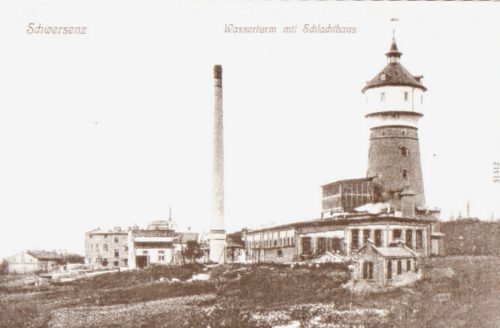
Wieża ciśnień i rzeźnia z początku XX wieku

Ślady osadnictwa człowieka w okolicach Swarzędza sięgają 8–3,5 tys. lat p.n.e. Potwierdzają to liczne stanowiska archeologiczne głównie z okresu kultury łużyckiej i przeworskiej, a także z mezolitu i wczesnego średniowiecza.
Pierwsze wzmianki pisane pojawiły się w 1366 o wsi Swarancz lub Swanrancz należącej do rodziny Górków herbu Łodzia. Byli oni w jej posiadaniu do 1592, kiedy to właścicielem został Mikołaj ze Srebrnej Góry koło Nakła. Następnie Swarzędz przeszedł w ręce rodziny Czarnkowskich herbu Nałęcz. Wieś liczyła wówczas 2,5 łana, 3 zagrodników, pasterza i 30 owiec.
Wieś szlachecka, własność kasztelana międzyrzeckiego Andrzeja Górki, około 1580 leżała w powiecie poznańskim województwa poznańskiego.
W 1610 właścicielem Swarzędza został wojewoda inowrocławski i kaliski – Zygmunt Grudziński herbu Grzymała, by 28 sierpnia 1638 wystawić na zamku w Kórniku dokument lokacyjny na prawie magdeburskim, potwierdzony przez króla Władysława IV, nadając miastu nazwę Grzymałowo. W kolejnych latach nazwę tę wyparła dawna nazwa wsi Swarzędz. Kolejnymi właścicielami byli Adam Antoni Opaliński, później aż do 1792 rodzina Koźmińskich z Iwanowic, następnie poznański kupiec Jan Klug, ok. 1796 kasztelan Bojanowski, później Kasawdów, a od ok. 1830 właścicielem dóbr był rząd pruski.
W 1910 Swarzędz liczył 3459 mieszkańców, tym: 1927 Polaków (55,7%), 1371 Niemców (39,6%) i 161 Żydów (4,7%).
Z okazji 350-lecia nadania praw miejskich, przypadającego w 1988, społeczeństwo ufundowało dla miasta sztandar. Swarzędz został również odznaczony przez Radę Państwa Krzyżem Komandorskim Orderu Odrodzenia Polski.
W latach 1975–1998 miasto administracyjnie należało do woj. poznańskiego.

## Zabytki wpisane do rejestru zabytków województwa wielkopolskiego

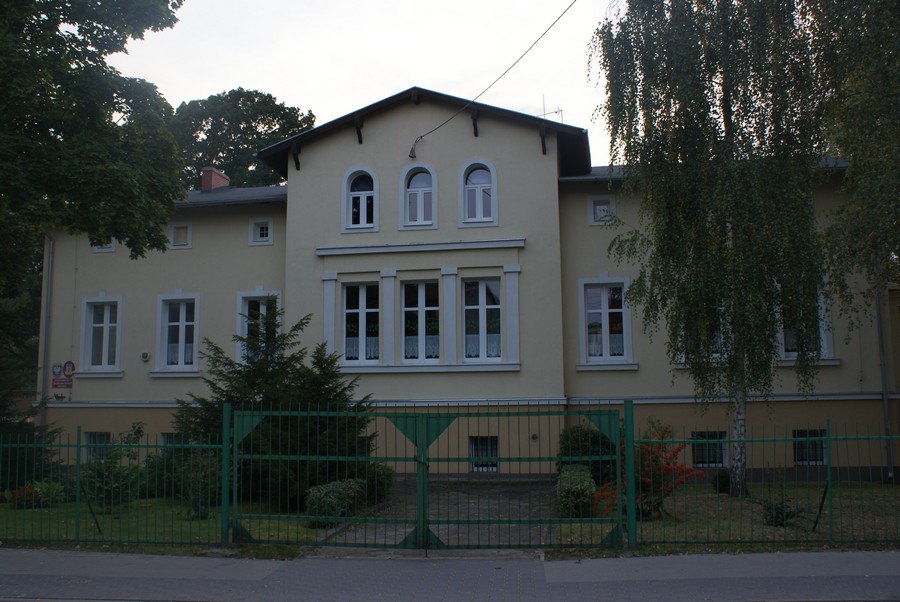
Dwór (obecnie przedszkole)

- historyczne założenie urbanistyczne, 1366 – XIX/XX w., nr rej.: 2255/A z 24.11.1992
- Kościół pw. św. Marcina z 1638, wielokrotnie przebudowany, nr rej.: 1189/A z 24.07.1970
- zespół pałacowy przy ulicy Poznańskiej, obejmujący: pałac z XIX/XX w., 1923, park z końca XIX w., XX w. i Skansen Pszczelarski w dzielnicy Nowa Wieś, nr rej.: 2115/A z 30.03.1987
- dom przy ulicy Piaski 3, szachulcowy, z XVIII/XIX w., nr rej.: 1157/A z 19.06.1970
- dom przy ulicy Piaski 8 z początku XIX w., nr rej.: 1191/A z 24.04.1970
- dom przy Rynku 23 z początku XIX w., nr rej.: 1190/A z 24.07.1970
- dom przy ulicy Warszawskiej 5 z XVIII/XIX w., nr rej.: 1192/A z 24.07.1970

## Demografia

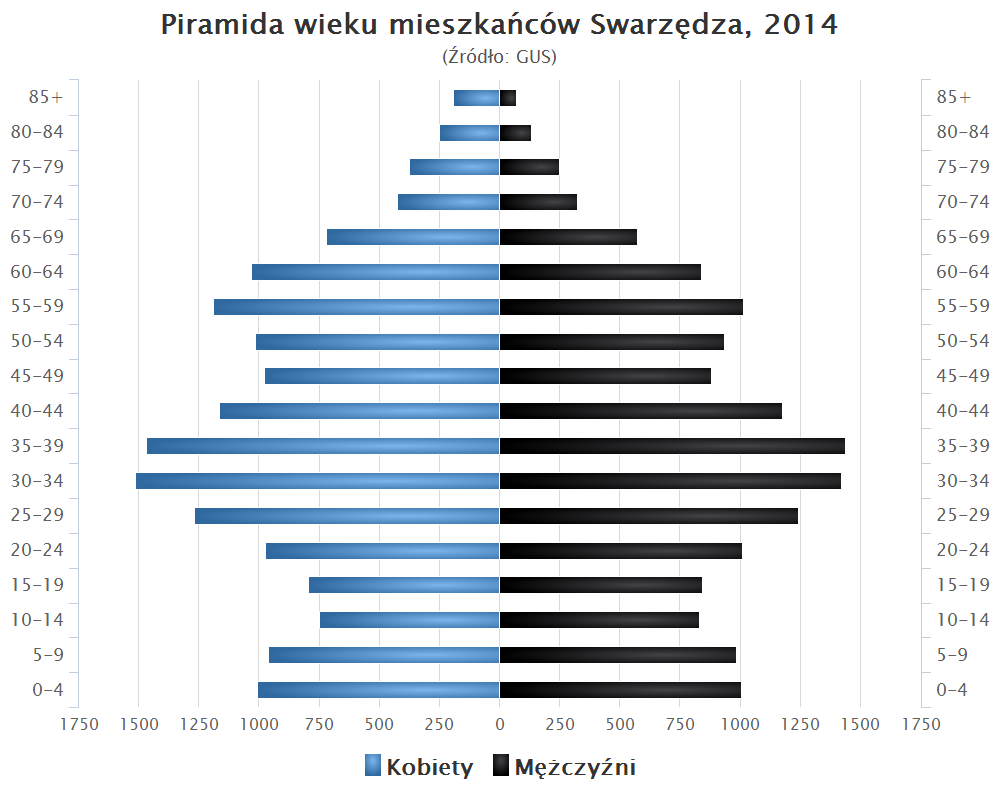
Piramida wieku mieszkańców Swarzędza w 2014

## Gospodarka
W mieście i gminie istnieje kilka tysięcy podmiotów gospodarczych, w tym kilkadziesiąt z kapitałem zagranicznym. Swoje zakłady ulokowały tutaj takie firmy jak Volkswagen, British Petroleum, CLIP Logistics, Mercedes-Benz, Deceuninck, Twinings R. Twining and Company, Ever Power Systems, Fabryka Armatur „Swarzędz” sp. z o.o., Herbapol, Vox, Poz-Bruk, Panopa Logistik, Radaway, Blum, Arvin Meritor, Stena Złomet. Istnieje również wiele średnich i małych przedsiębiorstw, w tym w tradycyjnych dla Swarzędza branżach: stolarskiej i tapicerskiej. W południowej części Swarzędza, przy drodze nr 92 i linii kolejowej istnieje Specjalna Strefa Ekonomiczna o powierzchni 80 ha, będąca podstrefą Kostrzyńsko-Słubickiej Specjalnej Strefy Ekonomicznej.
Funkcjonuje tu centrum handlowe ETC wraz z hipermarketem budowlanym Leroy Merlin, centrum handlowe „Nowa Wieś” (dawniej centrum handlowe „Agrobex”) oraz hipermarket budowlany Castorama.

## Transport

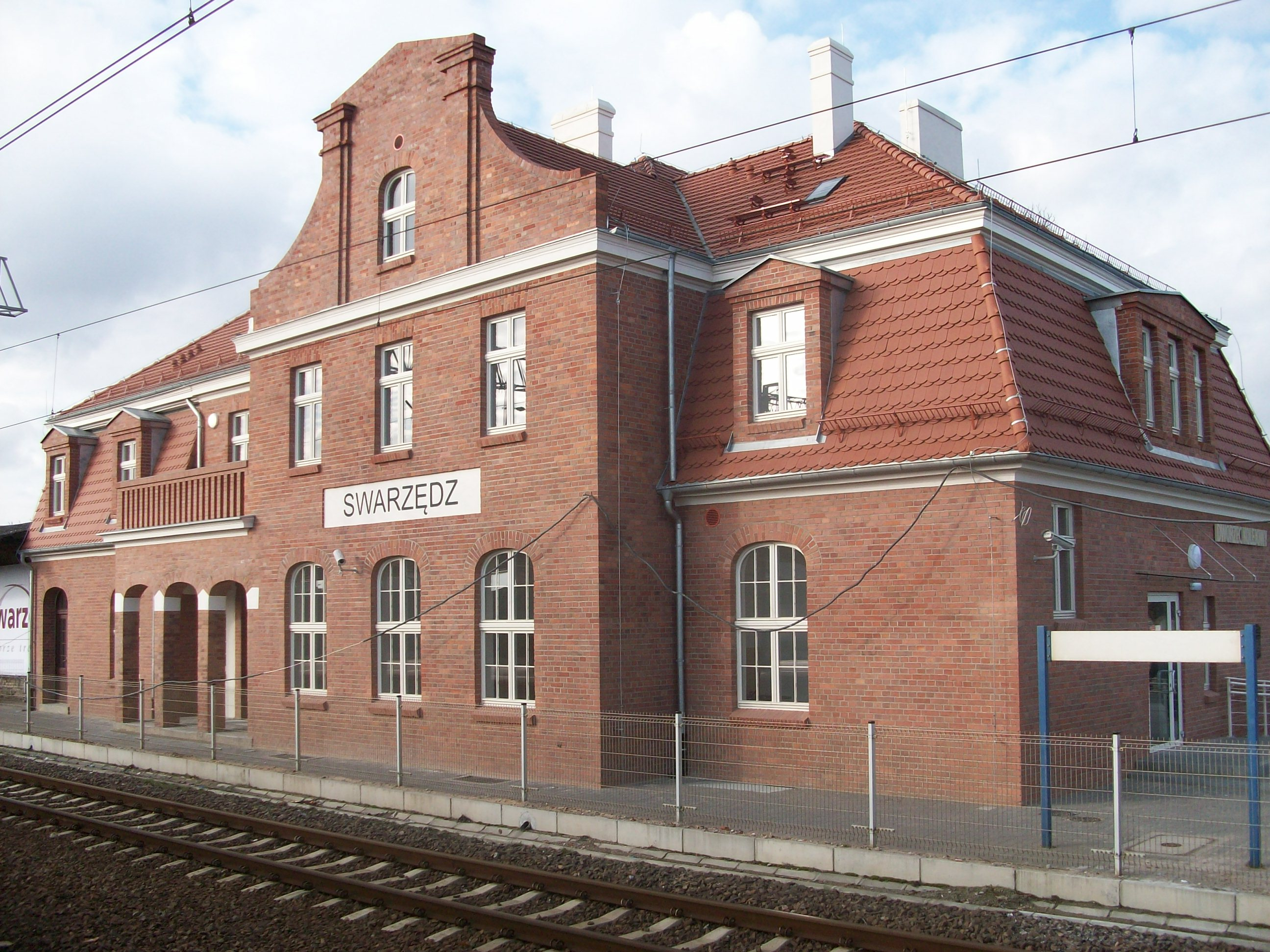
Dworzec kolejowy w Swarzędzu

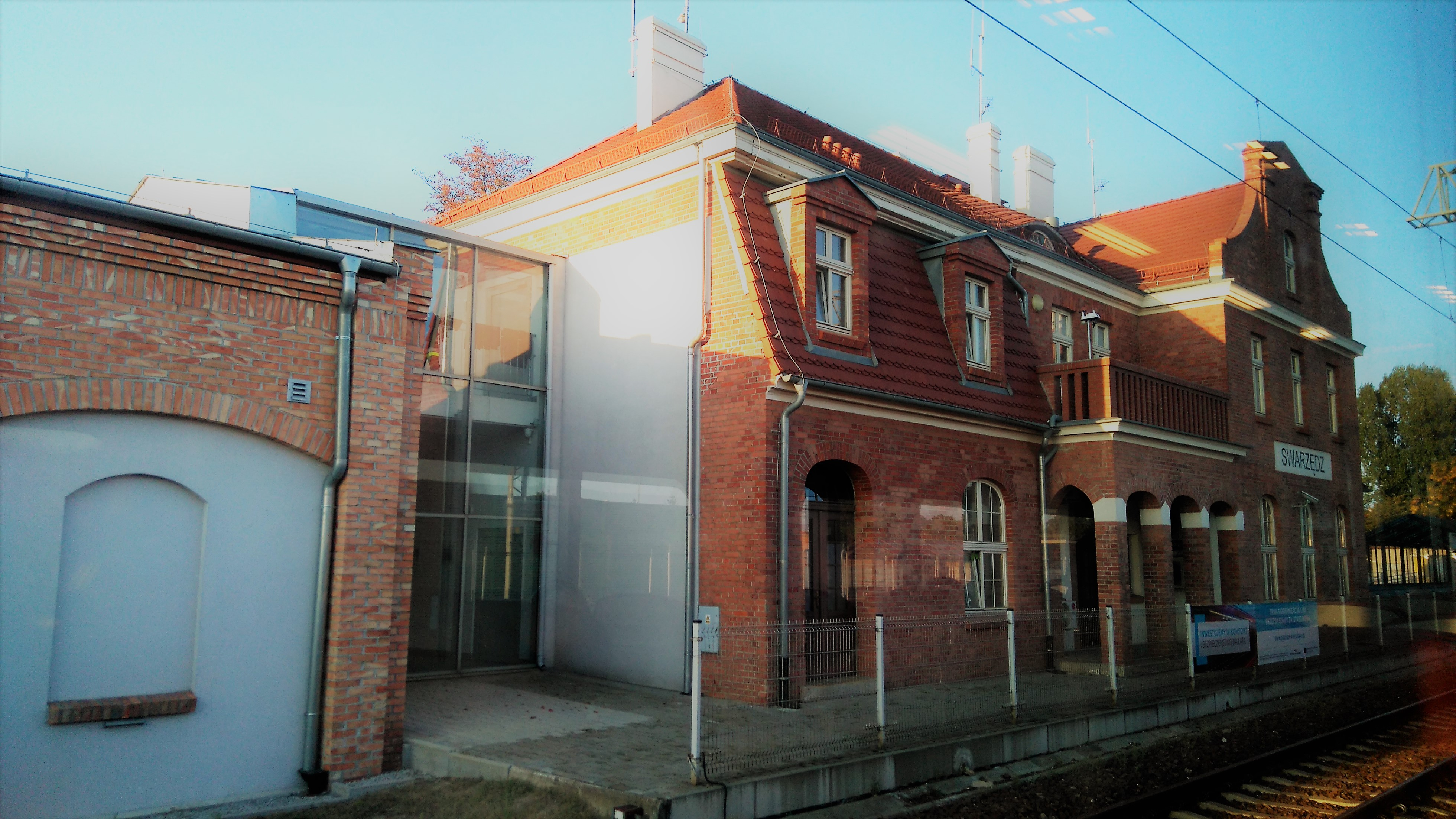
Dworzec kolejowy w Swarzędzu

Przez Swarzędz przebiega droga krajowa nr 92 oraz linia kolejowa nr 3, a także bierze początek linia kolejowa nr 352. Na stacji Swarzędz zatrzymują się pociągi Kolei Wielkopolskich oraz od 9 września 2018 również Poznańskiej Kolei Metropolitalnej. Przewoźnikiem miejskim na terenie Swarzędza jest Swarzędzkie Przedsiębiorstwo Komunalne Sp. z o.o. obsługujący 16 autobusowych linii dziennych, jedną autobusową linię nocną oraz jedną sezonową linię rowerową (autobus z przyczepką na rowery). Do Swarzędza docierają także linie 416 i 425 obsługiwane przez MPK Poznań oraz linia 489 obsługiwana przez ZK Kleszczewo.

## Oświata
Do 31 sierpnia 2017 na terenie miasta Swarzędza funkcjonały trzy szkoły podstawowe, trzy gimnazja, jedno samodzielne liceum ogólnokształcące oraz dwa zespoły szkół ponadgimnazjalnych:
- Szkoła Podstawowa nr 1 im. Stanisława Staszica w Swarzędzu
- Szkoła Podstawowa nr 4 im. Jana Brzechwy w Swarzędzu
- Szkoła Podstawowa nr 5 im. prof. Adama Wodziczki w Swarzędzu
- Gimnazjum nr 1 w Swarzędzu (niepubliczne, Fundacji „Ekos”)
- Gimnazjum nr 2 im. Królowej Jadwigi w Swarzędzu
- Gimnazjum nr 3 im. Polskich Noblistów w Swarzędzu
- I Liceum Ogólnokształcące w Swarzędzu (niepubliczne, Fundacji „Ekos”)
- Zespół Szkół nr 1 im. Powstańców Wielkopolskich w Swarzędzu:
  - Technikum w Swarzędzu
  - Zasadnicza Szkoła Zawodowa w Swarzędzu
  - Zasadnicza Szkoła Zawodowa Specjalna w Swarzędzu
  - I Liceum Ogólnokształcące dla Dorosłych w Swarzędzu
  - Szkoła Policealna nr 1 w Swarzędzu
- Zespół Szkół nr 2 w Swarzędzu:
  - II Liceum Ogólnokształcące im. Tadeusza Staniewskiego w Swarzędzu
  - Liceum Ogólnokształcące dla Dorosłych w Swarzędzu
  - II Szkoła Policealna im. Tadeusza Staniewskiego w Swarzędzu

W wyniku reformy systemu oświaty z 2017 na terenie miasta Swarzędza funkcjonuje sześć szkół podstawowych, jedno samodzielne liceum oraz dwa zespoły szkół ponadpodstawowych:
- Szkoła Podstawowa nr 1 im. Stanisława Staszica w Swarzędzu
- Szkoła Podstawowa nr 2 im. Królowej Jadwigi w Swarzędzu
- Szkoła Podstawowa nr 3 im. Polskich Noblistów w Swarzędzu
- Szkoła Podstawowa nr 4 im. Jana Brzechwy w Swarzędzu
- Szkoła Podstawowa nr 5 im. prof. Adama Wodziczki w Swarzędzu
- Szkoła Podstawowa Fundacji „Ekos” w Swarzędzu (dotychczasowe Gimnazjum nr 1 w Swarzędzu – niepubliczne, Fundacji „Ekos”)
- I Liceum Ogólnokształcące w Swarzędzu (niepubliczne, Fundacji „Ekos”)
- Zespół Szkół nr 1 im. Powstańców Wielkopolskich w Swarzędzu:
  - Technikum w Swarzędzu
  - Branżowa Szkoła I Stopnia w Swarzędzu
  - Branżowa Szkoła I Stopnia Specjalna w Swarzędzu
  - III Liceum Ogólnokształcące w Swarzędzu
  - I Liceum Ogólnokształcące dla Dorosłych w Swarzędzu
  - Szkoła Policealna nr 1 w Swarzędzu
- Zespół Szkół nr 2 w Swarzędzu:
  - II Liceum Ogólnokształcące im. Tadeusza Staniewskiego w Swarzędzu
  - II Szkoła Policealna im. Tadeusza Staniewskiego w Swarzędzu

Sieć szkół gminy Swarzędz tworzą ponadto szkoły podstawowe w Kobylnicy, Paczkowie, Wierzonce oraz dwie w Zalasewie.

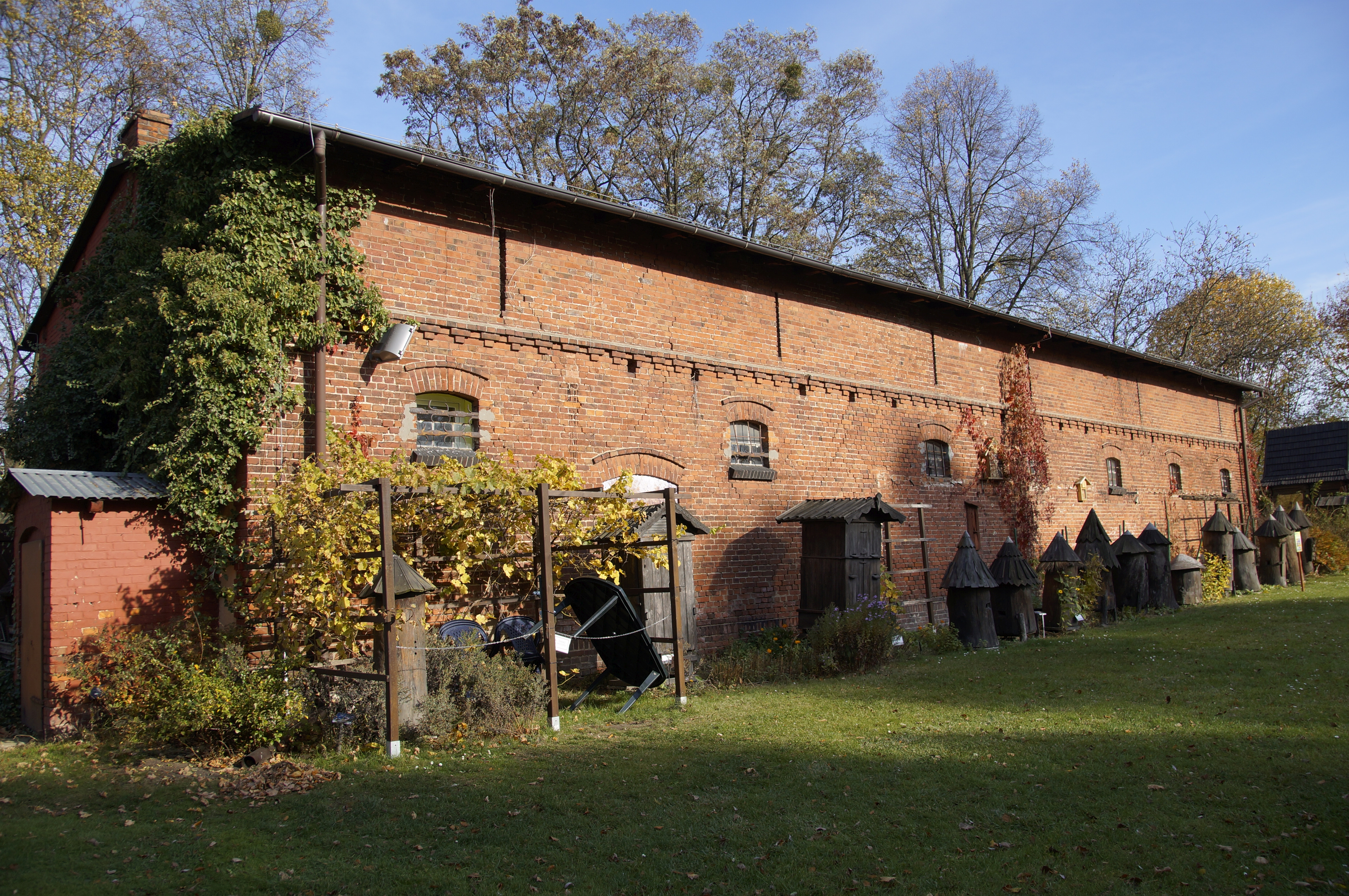
Muzeum pszczelarstwa

## Kultura
Na terenie miasta działa Biblioteka Publiczna w Swarzędzu. Znajduje się również Skansen i Muzeum Pszczelarstwa im. prof. Ryszarda Kosteckiego.
20 września 2018 w dawnej remizie strażackiej przy ulicy Bramkowej zostało otwarte Swarzędzkie Centrum Historii i Sztuki – muzeum skupiające się na historii miasta i gminy. Na wystawie stałej można znaleźć informacje o początkach miasta, jego wielokulturowości, rozwoju przemysłu na tym terenie (w tym głównie stolarstwa) oraz okresie wojennym oczami Swarzędza i jego mieszkańców.

### Pomniki
- Figurki Stolarza Józefa

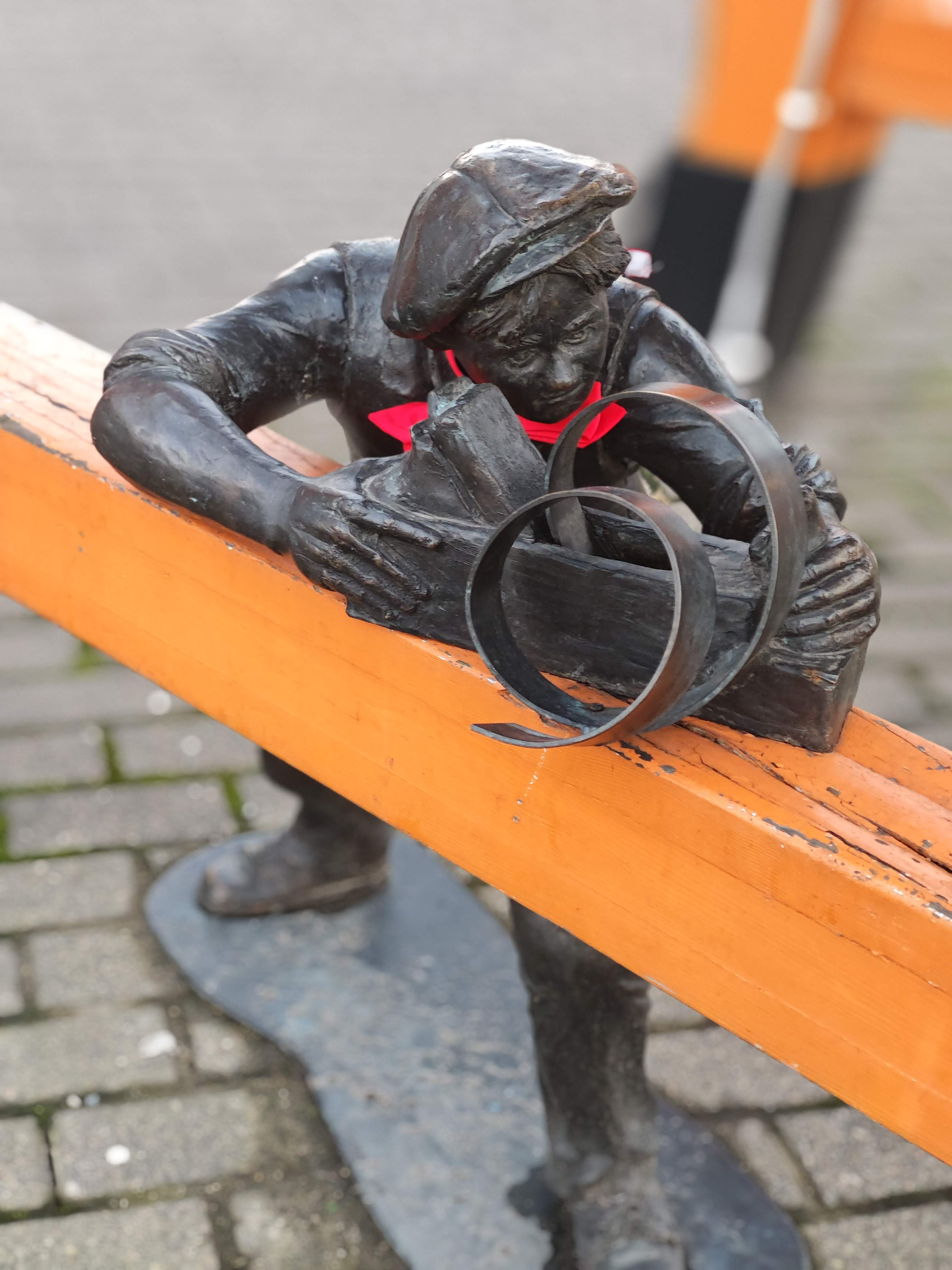
Stolarz Józef - cechmistrz
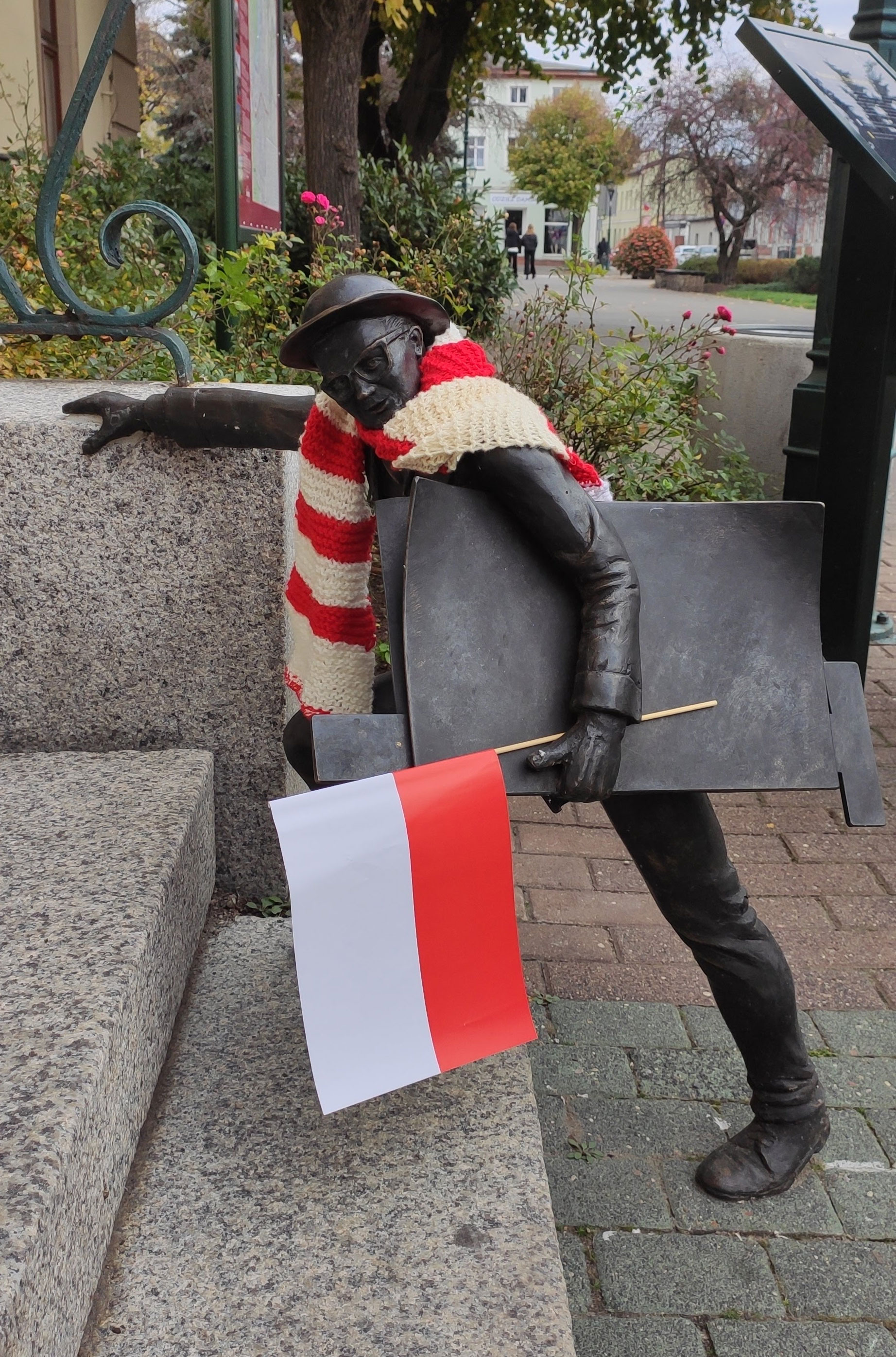
Stolarz Józef - petent
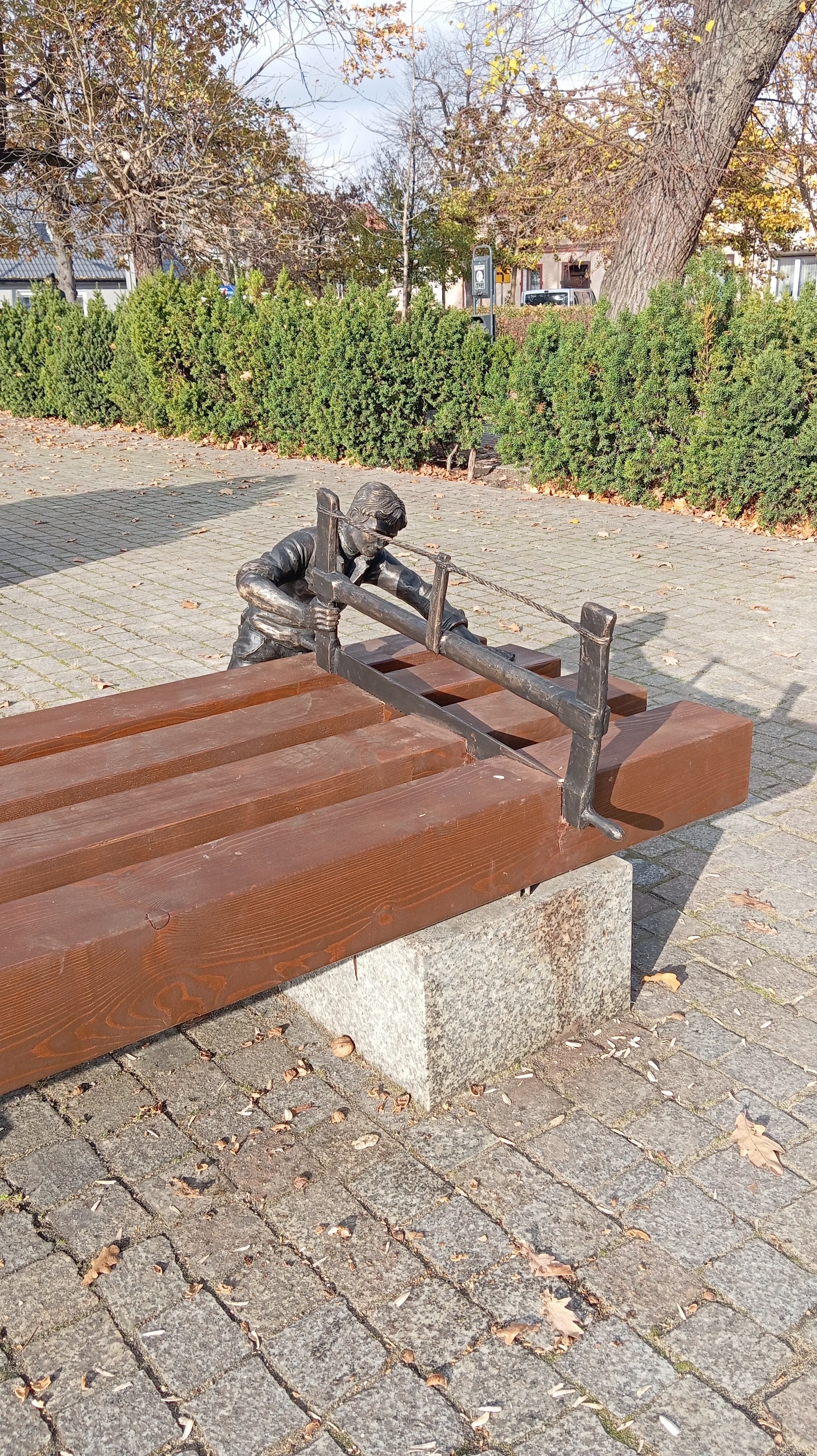
Stolarz Józef - wandal
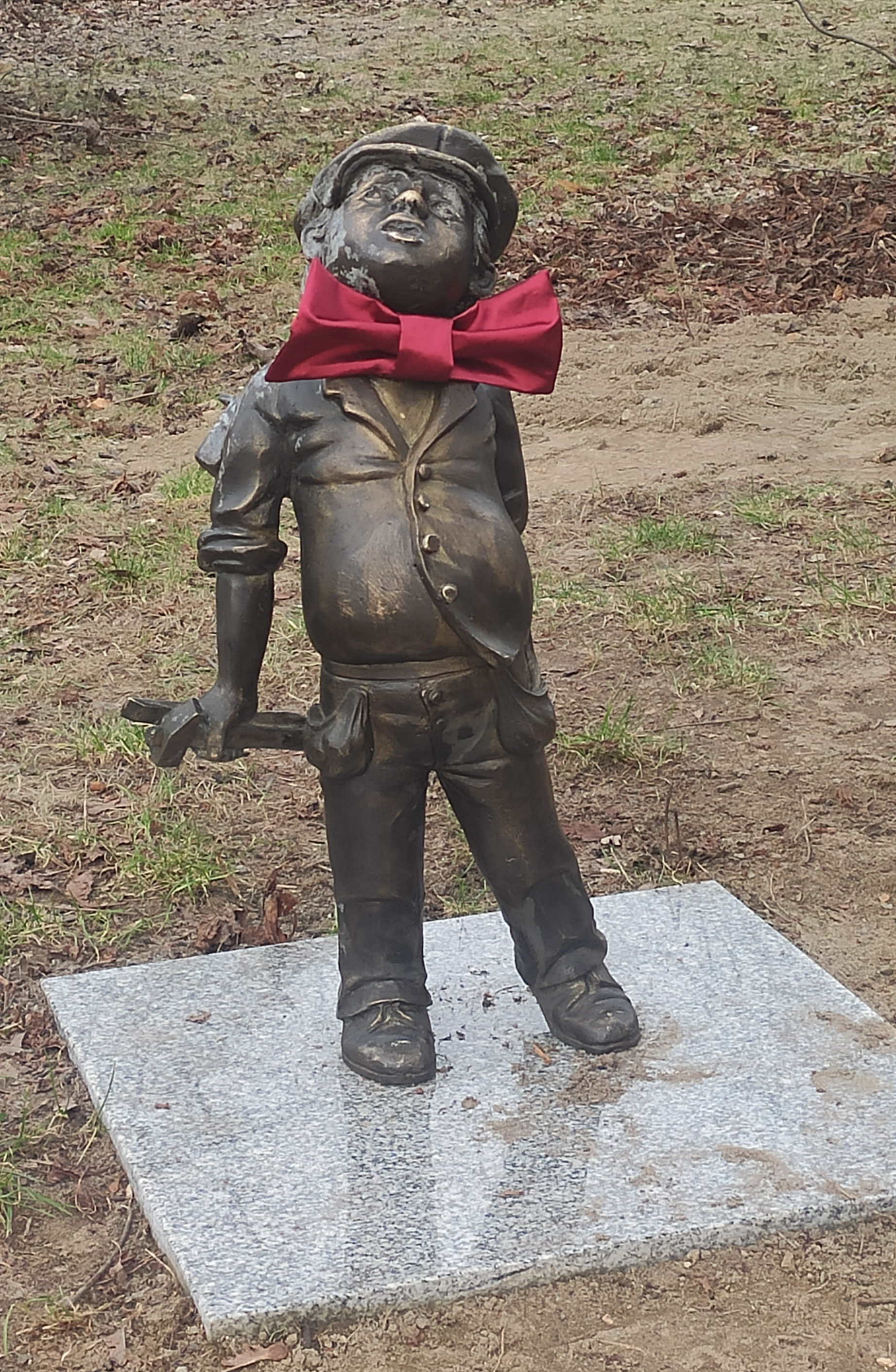
Stolarz Józef - uczeń Józek z konikiem
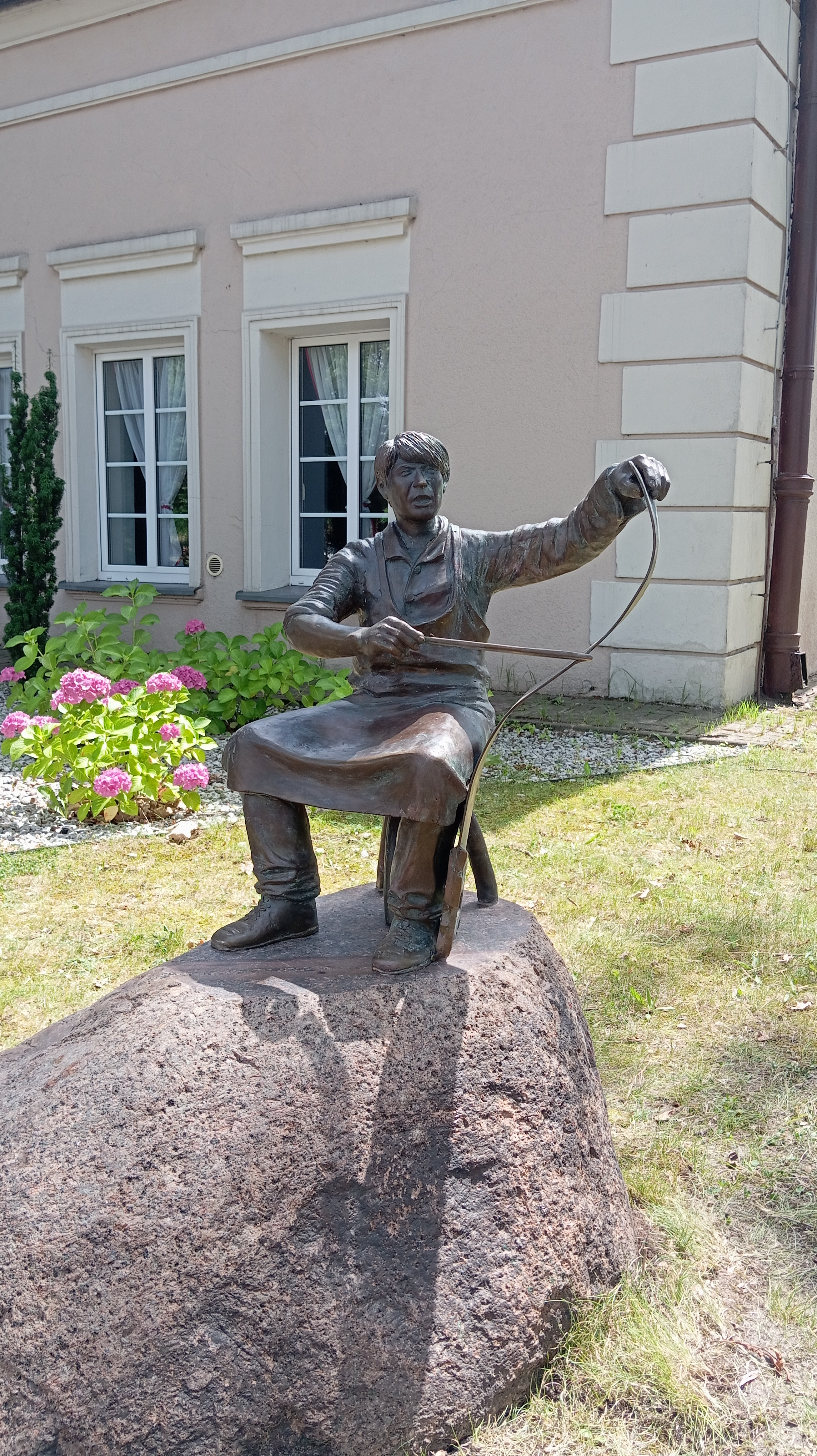
Stolarz Józef - muzyk
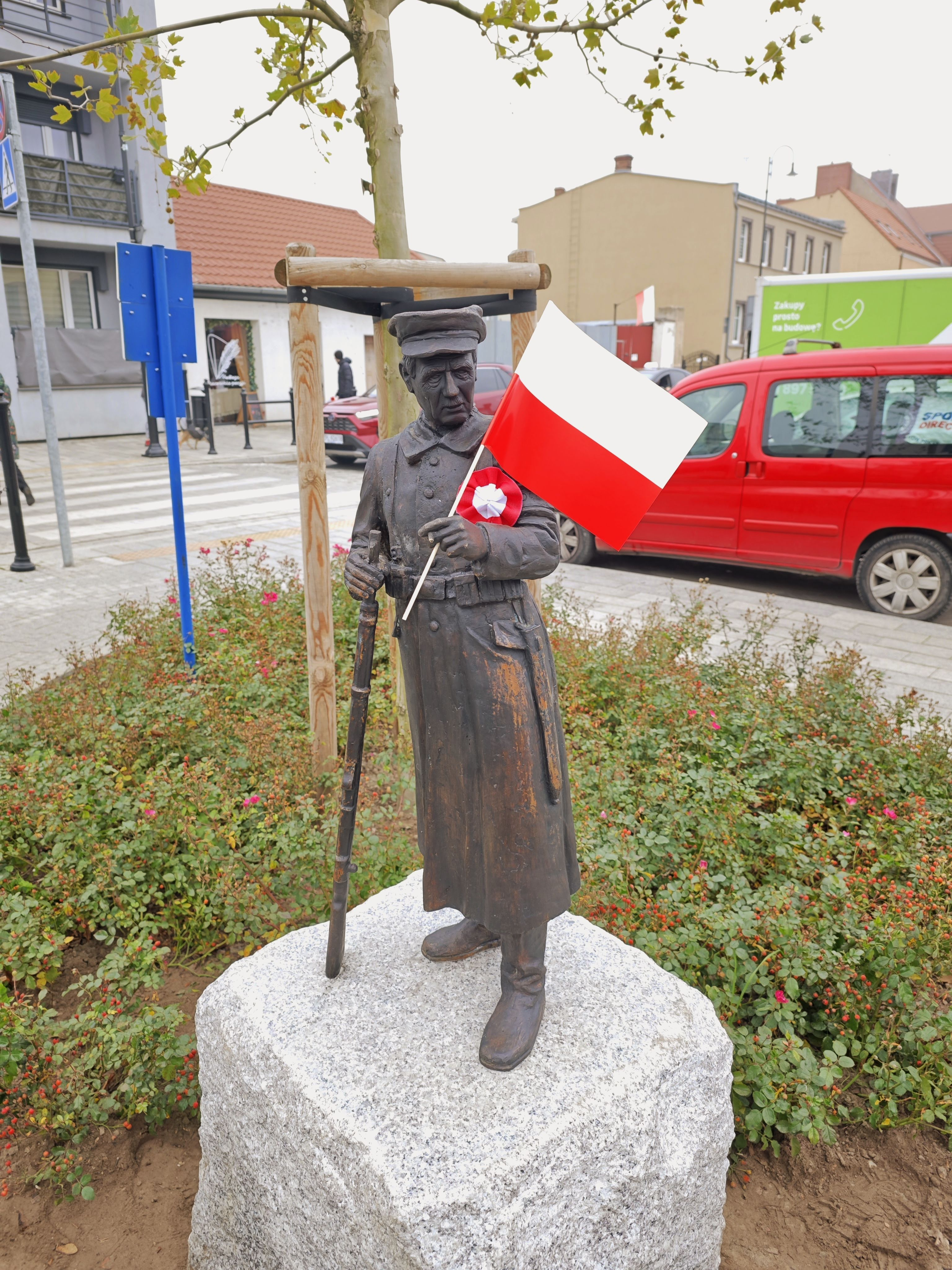
Stolarz Józef - powstaniec

- Pomnik Świętego Józefa patrona stolarzy i Miasta i Gminy Swarzędz

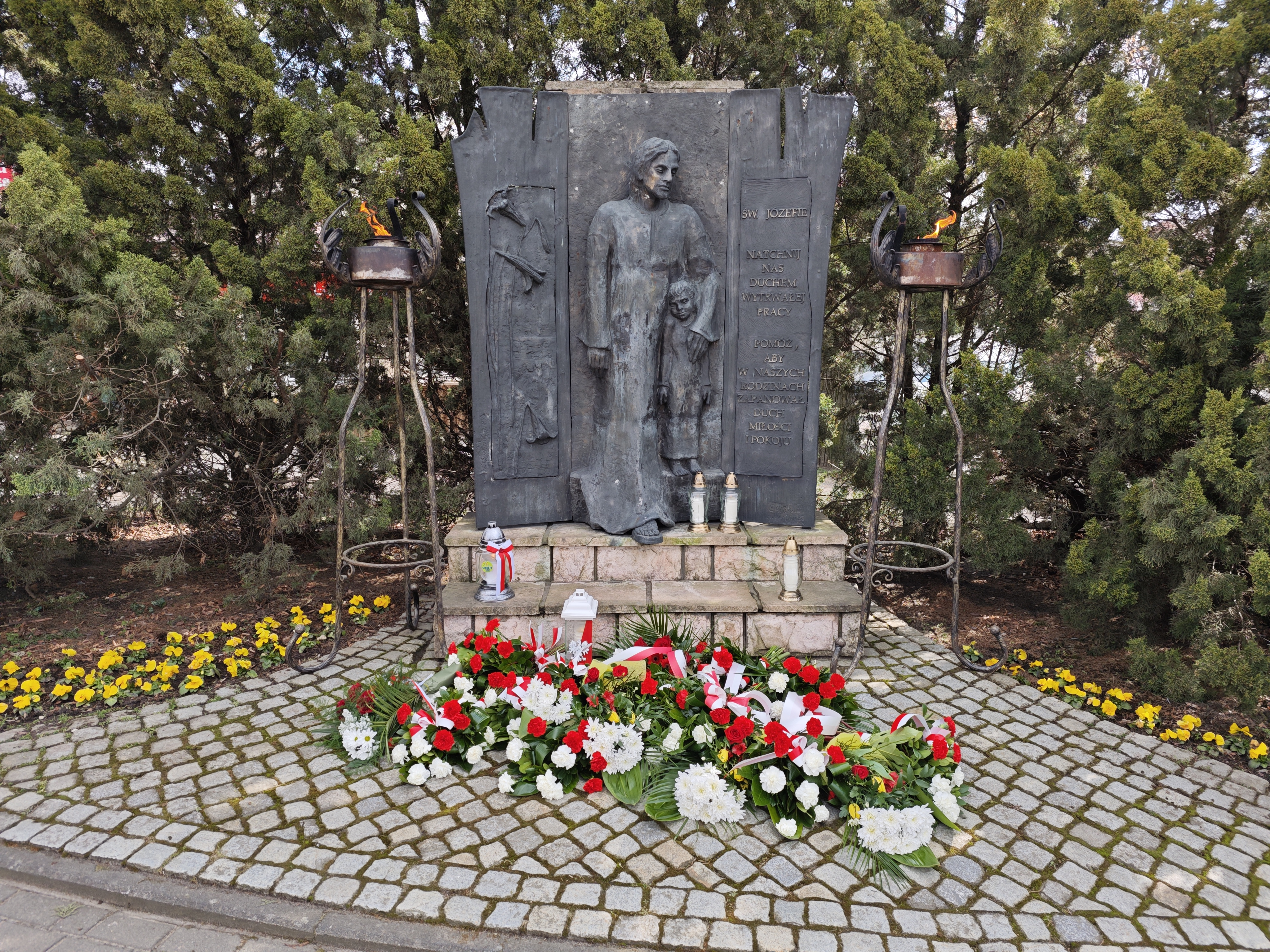
Pomnik Świętego Józefa patrona stolarzy i Miasta i Gminy Swarzędz

## Organizacje społeczne
- Harcerski Klub Turystyczny „Azymut” w Swarzędzu (Związek Harcerstwa Polskiego i Polskie Towarzystwo Turystyczno-Krajoznawcze)[19]
- 28 Swarzędza Drużyna Harcerska HKT „Azymut” „WIGRY” (Związek Harcerstwa Polskiego)
- 9 Swarzędzka Środowiskowa Drużyna Harcerska „Dąbrowa” im. Olgi i Andrzeja Małkowskich (Związek Harcerstwa Polskiego)
- Swarzędzki Szczep Harcerski „Dukt” (Związek Harcerstwa Rzeczypospolitej)
- Swarzędzki Związek Drużyn „CECH”
- 1 Swarzędzka Drużyna Harcerek „Zorza”
- 1 Swarzędza Drużyna Harcerzy „Wilki Północy” im. T. Kościuszki
- 8 Swarzędzka Drużyna Harcerek „Watra” im. Szarych Szeregów
- 9 Swarzędza Drużyna Harcerzy „Echo Puszczy” im. Andrzeja Małkowskiego
- 9 Swarzędza Drużyna Wędrowników „Puszczanie”
- 9 Swarzędzka Gromada Zuchów „Nieustraszone Puszczyki”
- 18 Swarzędzka Gromada Zuchenek „Polarne Płomyczki”
- Oddział PTTK „Meblarz” w Swarzędzu (Polskie Towarzystwo Turystyczno-Krajoznawcze)[20]
- Koło PTTK Łaziki w Swarzędzu (Oddział Poznań – Nowe Miasto)
- Klub Żołnierzy Rezerwy „Commando” w Swarzędzu (Liga Obrony Kraju)
- Stowarzyszenie Przyjaciół Dzieci Specjalnej Troski im. Leszka Grajka w Swarzędzu
- Stowarzyszenie Kulturalne Orkiestra Dęta w Swarzędzu
- Stowarzyszenie „Bezpieczna Gmina Swarzędz”
- Polski Komitet Pomocy Społecznej Stowarzyszenie Charytatywne, Zarząd Miejsko-Gminny w Swarzędzu

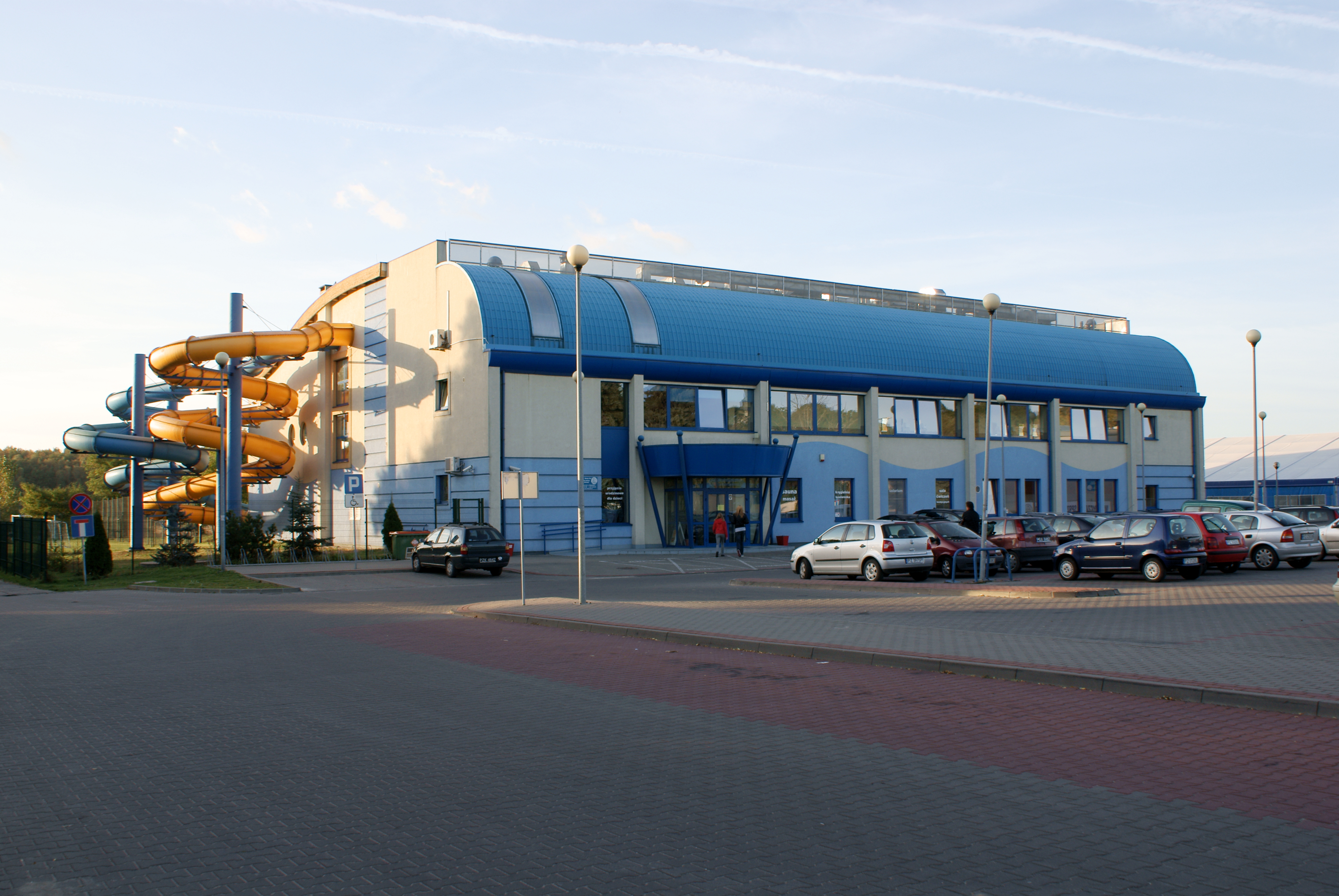
Swarzędzkie Centrum Sportu i Rekreacji „Wodny Raj”

## Sport i turystyka
W Swarzędzu działa kilka klubów sportowych m.in. działający od 1921 piłkarski Klub Sportowy Unia Swarzędz – obecnie w trzeciej lidze, od 2013 piłkarskie Stowarzyszenie Sportowe Nad Cybiną Meblorz Swarzędz, I-ligowy koszykarski Klub Sportowy „Unia-Probasket”, Uczniowski Klub Sportowy „Lider” oraz klub hokeja na trawie UKS Swarek Swarzędz. W Swarzędzu znajduje się kilka boisk przeznaczonych do gry w piłkę nożną, koszykówkę, kryty basen i lodowisko.
Przy dworcu kolejowym początek ma  szlak turystyczny do Kobylnicy, natomiast w Nowej Wsi  szlak do Spławia. Na terenie miasta funkcjonuje Swarzędzki Szlak Meblowy.

## Wspólnoty wyznaniowe

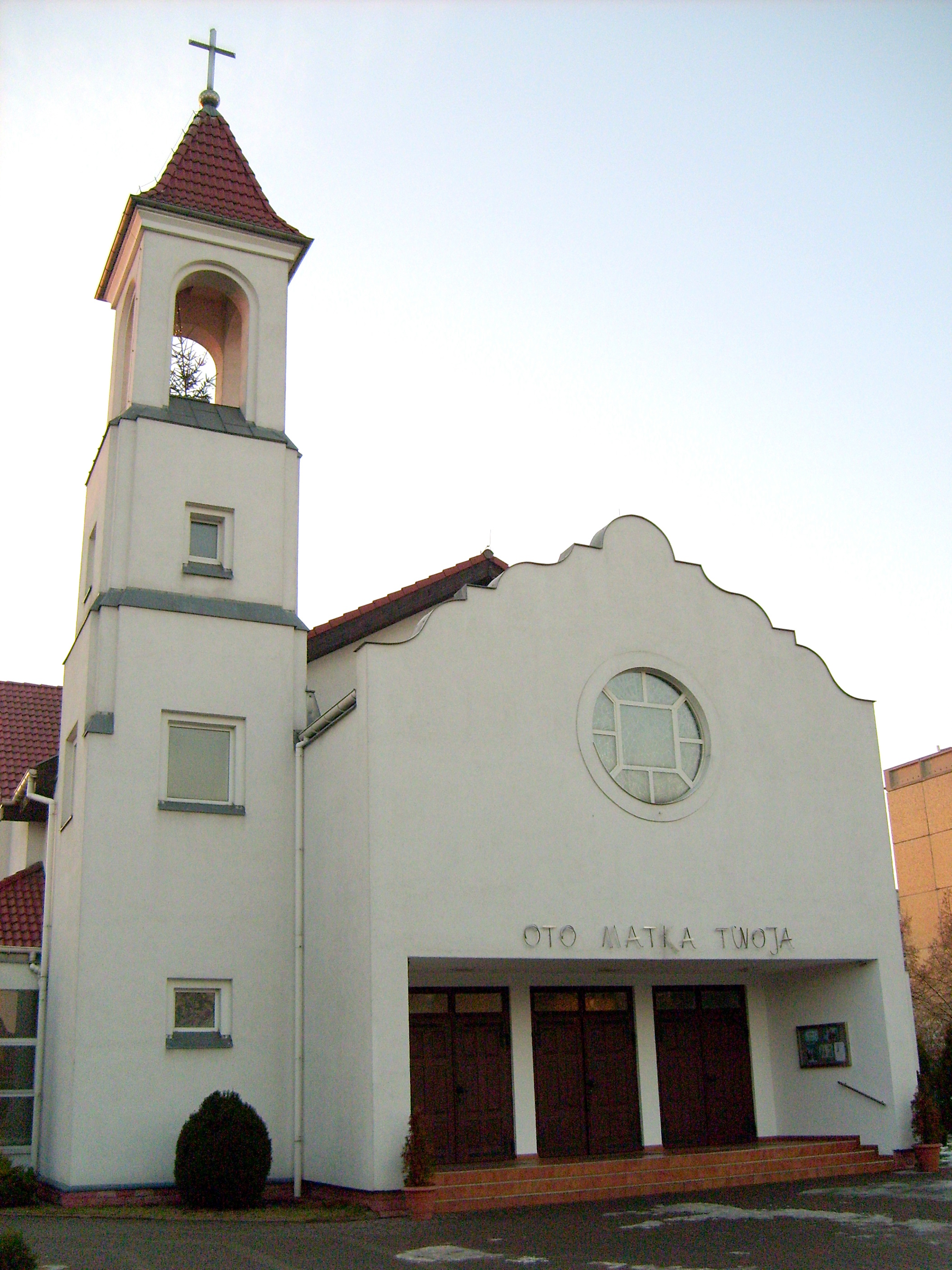
Kościół parafialny pw. Matki Bożej Miłosierdzia

Na terenie Swarzędza działalność religijną prowadzą następujące Kościoły i związki wyznaniowe:
- Kościół rzymskokatolicki (dekanat swarzędzki):
  - parafia pw. Chrystusa Jedynego Zbawiciela (południowa część miasta),
  - parafia pw. Matki Bożej Miłosierdzia (północna część miasta),
  - parafia pw. Matki Bożej Wspomożycielki Wiernych (środkowo-zachodnia część miasta),
  - parafia pw. św. Józefa Rzemieślnika (Nowa Wieś),
  - parafia pw. św. Marcina (środkowa część miasta).
- Kościół Zielonoświątkowy:
  - zbór „Jerusalem”[23]
- Świadkowie Jehowy:
  - zbór Swarzędz (Sala Królestwa Czerlejnko)[24]

## Władze

### Burmistrzowie miasta
| lata      | Imię i nazwisko      |
| --------- | -------------------- |
| 1918–1919 | Brunon Glabisch      |
| 1919      | Tadeusz Staniewski   |
| 1919–1920 | Teofil Hoffmann      |
| 1920–1921 | Czesław Lukserek     |
| 1922–1924 | Józef Kotliński      |
| 1924–1927 | Hieronim Dąbrowski   |
| 1928–1929 | Walerian Olejniczak  |
| 1929–1939 | Tadeusz Staniewski   |
| 1945–1946 | Władysław Walczak    |
| 1946–1950 | Maksymilian Rajewicz |

### Przewodniczący Prezydium Miejskiej Rady Narodowej
| lata      | Imię i nazwisko  |
| --------- | ---------------- |
| 1950–1952 | Feliks Binek     |
| 1952–1953 | Wasław Pawłowski |
| 1953–1957 | Czesława Kołacka |
| 1957–1961 | Feliks Binek     |
| 1962–1965 | Jerzy Kolasa     |
| 1965–1970 | Andrzej Ziółek   |
| 1970–1974 | Czesław Piskorek |

### Naczelnicy Miasta i Gminy
| lata      | Imię i nazwisko   |
| --------- | ----------------- |
| 1974–1978 | Czesław Piskorek  |
| 1978–1982 | Czesław Szymaniak |
| 1982–1984 | Ryszard Seremak   |
| 1984–1990 | Halina Tempińska  |

### Burmistrzowie Miasta i Gminy
| Lata      | Imię i nazwisko       | informacje dodatkowe |
| --------- | --------------------- | --- |
| 1990–1994 | Jerzy Gruszka         | |
| 1994–2002 | Jacek Szymczak        | pełnił funkcję dwie kadencje |
| 2002–2006 | Anna Tomicka          | pierwszy burmistrz wybrany w wyborach powszechnych                                                                                  |
| 2006–2007 | Bożena Szydłowska     | zrzekła się mandatu burmistrza w związku z uzyskaniem mandatu posła na Sejm RP (wygaśnięcie mandatu nastąpiło 31 października 2007) |
| 2007–2008 | Marek Baumgart (p.o.) | |
| 2008–2014 | Anna Tomicka          | wybrana 16 marca 2008 w II turze, wybrana ponownie 21 listopada 2010 (łącznie pełniła dwie pełne i jedną niepełną kadencję)         |
| 2014–     | Marian Szkudlarek     | wybrany 30 listopada 2014 w II turze, wybrany ponownie 21 października 2018 w I turze                                               |

### Przewodniczący Rady Miejskiej od 1990
| lata      | Imię i nazwisko              |
| --------- | ---------------------------- |
| 1990–1994 | Arkadiusz Małyszka           |
| 1994–1998 | Barbara Brodowska-Właźlińska |
| 1998–2002 | Anna Tomicka                 |
| 2002–2006 | Bożena Szydłowska            |
| 2006–2010 | Piotr Choryński              |
| 2010–2014 | Marian Szkudlarek            |
| 2014–     | Barbara Czachura             |

## Współpraca międzynarodowa
Miasta i gminy partnerskie:
- Ronnenberg – od 1991
- Fredersdorf-Vogelsdorf – od 2008

## Media

### Stacje telewizyjne
- Telewizja STK[26]

### Czasopisma
- Tygodnik Swarzędzki (ISSN 1234-7225)[27]
- Prosto z Ratusza (ISSN 1732-2480, bezpłatne pismo informacyjne)[28]
- Informator Swarzędzki (ISSN 1641-036X, swarzędzki miesięcznik informacyjno-ogłoszeniowy, wydawnictwo bezpłatne)[29]
- Informator Spółdzielczy Spółdzielni Mieszkaniowej w Swarzędzu (ISSN 1730-2951, bezpłatny magazyn informacyjny)[30]
- Swarzędzkie Zapiski. Czasopismo regionalne (ISSN 2719-6941)[31].

## Znani ludzie
- Aleksander Doba
- Saul Kaatz
- Piotr Mohamed